# Tiran Porter
Tiran Porter (* 26. September 1948) ist ein Rocksänger und -bassist, der in erster Linie als Mitglied der Doobie Brothers bekannt wurde.

## Biographie
Porter stieß 1971 zu den Doobies, als Ersatz für Dave Shogren, der kurz zuvor ausgestiegen war. Er debütierte dann im nächsten Jahr auf Toulouse Street und blieb dann für eine Reihe weiterer Alben bis zur Auflösung der Band 1982. Doch schon 1987 war er bei der Reunion wieder dabei. 1995 erschien dann Porters Solo-Debüt Playing to an Empty House auf Thunderbird, kurz gefolgt von Themes One.

## Diskographie

### Solo
- Playing to an Empty House (1995 auf Thunderbird)
- Themes One (1995 auf TH)

### Mit den Doobie Brothers
- Toulouse Street (1972)
- The Captain and Me (1973)
- What Were Once Vices Are Now Habits (1974)
- Stampede (1975)
- Takin' It to the Streets (1976)
- Livin' on the Fault Line (1977)
- Minute by Minute (1978)
- One Step Closer (1980)
- Cycles (1989)
- Brotherhood (1991)
- Doobie's Choice (2002)

### Als Studiomusiker für andere Interpreten
- Another Passenger (1976 mit Carly Simon)
- Chunky Novi & Ernie (1976 mit Chunky Novi & Ernie)
- Radioland (1980 mit Nicolette Larson)
- Life Is Like That (1996 mit der Jerry Miller Band)